# Jacksonville, Oregon
Jacksonville är en ort i Jackson County i Oregon. Vid 2010 års folkräkning hade Jacksonville 2 785 invånare.

## Kända personer från Jacksonville
- Alfred E. Reames, politiker